# 자도빌 포위작전
《자도빌 포위작전》(The Siege of Jadotville)는 2016년에 공개된 리치 스미스가 감독, 케빈 브로드빈이 각본을 맡은 아일랜드의 역사 드라마 전쟁 영화이다. 1961년 9월 콩고에 유엔 평화 유지군 임무를 부여 받고 파견된 아일랜드군의 내용을 담은 데클런 파워가 쓴 책 《The Siege at Jadotville: The Irish Army's Forgotten Battle》(자도빌 공방전: 아일랜드군의 잊혀진 전투)를 배경으로 하고 있다.
2016년 골웨이 영화제에서 첫 상영된 후, 2016년 9월 아일랜드 극장에서 제한 상영을 하였다. 넷플릭스를 통해 전세계에 동시에 배급되었고 2016년 10월에 미국의 일부 영화관에서 개봉하기도 했다. 제14대 아일랜드 영화 & 텔레비전 시상식에서 감독상을 포함한 세 개의 상을 수상했다.

## 출연
- 제이미 도넌 - 팻 퀸런 소령
- 마크 스트롱 - 코너 크루즈 오브라이언
- 미카엘 페르스브란트 - 다그 함마르셸드
- 대니 사파니 - 모이즈 촘베
- 제이슨 오마라 - 잭 프렌더가스트 병장
- 마이클 매켈해턴 - 메켄티 장군
- 기욤 카네 - 르네 폴크
- 피오나 글래스콧 -카멀 퀸란
- 에마뉘엘 세니에르 - 마담 라퐁타뉴
- 샘 킬리 - 빌리 (저격수) 레디
- 코너 맥닐 - 통신병
- 뤼크 판 휜더르베이크(Luc Van Gunderbeeck) - 샤를 드 골